# Mount McMahon
Mount McMahon är ett berg i Antarktis. Det ligger i Östantarktis. Australien gör anspråk på området. Toppen på Mount McMahon är 1 748 meter över havet.
Terrängen runt Mount McMahon är huvudsakligen lite kuperad. Trakten är obefolkad. Det finns inga samhällen i närheten.